# Jan Lundell (Eishockeyspieler)
Jan Lundell  (* 26. November 1973 in Helsinki) ist ein ehemaliger finnischer Eishockeytorwart. Seit dem Ende seiner aktiven Karriere 2012 steht er bei HIFK Helsinki aus der Liiga als Torwarttrainer unter Vertrag.

## Karriere
Der Finnlandschwede Jan Lundell begann seine Karriere als Eishockeyspieler in der Nachwuchsabteilung von PiTa, in der er bis 1993 aktiv war. Anschließend spielte der Torwart zwei Jahre lang für die Profimannschaft von Karhu-Kissat in der I-divisioona, der zweiten finnischen Spielklasse, in der er in der Saison 1995/96 für die Profimannschaft seines Ex-Klubs PiTa spielte. Die Saison 1996/97 verbrachte er bei HIFK Helsinki in der SM-liiga. Dort begann er auch die folgende Spielzeit, ehe er im Laufe der Saison innerhalb der höchsten finnischen Spielklasse zu TPS Turku wechselte. Die Saison 1998/99 verbrachte er parallel bei HIFK Helsinki in der SM-liiga und Kärpät Oulu in der I-divisioona. Die Saison 1999/2000 begann er beim Frölunda HC in der schwedischen Elitserien. Im weiteren Saisonverlauf stand er für die Pelicans Lahti in der SM-liiga und die Augsburger Panther in der Deutschen Eishockey Liga zwischen den Pfosten. 
In der Saison 2000/01 lief Lundell für HPK Hämeenlinna und Ässät Pori in der SM-liiga auf, ehe er die folgende Spielzeit bei Lukko Rauma verbrachte. Dort kam er als Ersatztorwart jedoch nur zu einem einzigen Einsatz, weshalb er für die Saison 2002/03 zu den Rødovre Mighty Bulls aus der dänischen AL-Bank Ligaen wechselte. Von 2003 bis 2008 trat er für seinen Ex-Klub HIFK Helsinki in der SM-liiga an, ehe er in der Saison 2008/09 bei KLH Chomutov in der 1. Liga, der zweiten tschechischen Spielklasse, auf dem Eis stand. Zur Saison 2009/10 wurde er ein weiteres Mal von seinem Stammverein HIFK Helsinki verpflichtet, mit dem er in der Saison 2010/11 den finnischen Meistertitel gewann.

## Erfolge und Auszeichnungen
- 1998 SM-liiga-Spieler des Monats Januar
- 2011 Finnischer Meister mit HIFK Helsinki